# Északi-szigetek

Az Északi-szigetek fekvése Skócia északi részének térképén

Az Északi-szigetek (angolul Northern Isles) szigetek lánca Skócia északi partjainál, az Északi-tenger és az Atlanti-óceán között.
A csoporthoz sorolják a Shetland-szigeteket, a Fair-szigetet, az Orkney-szigeteket és néha Stromát is.